# Kirchliche Ostkonferenz
Als Kirchliche Ostkonferenz  (auch „Ostkonferenz“ oder „Ostkirchenkonferenz“) wurde die von 1945 bis 1969 bestehende Konferenz der ostdeutschen evangelischen Landeskirchen in der Sowjetischen Besatzungszone/DDR bezeichnet. Ihren Sitz hatte sie in Ost-Berlin.
Es wurde auch der Name „Konferenz der östlichen Landes- und Provinzialkirchen“ verwendet. Inoffizieller Vorsitzender dieses Gremiums war der spätere Ratsvorsitzende der Evangelischen Kirche in Deutschland und Bischof der Evangelischen Kirche in Berlin-Brandenburg, Otto Dibelius. Sie wurde 1961 in Konferenz der Evangelischen Kirchenleitungen in der DDR umbenannt, die ab 1969 eine Institution des Bundes der Evangelischen Kirchen in der DDR wurde.